# Ace Magashule
Elias Sekgobelo "Ace" Magashule, né en 1959, est un politicien sud-africain.

## Biographie
Né en 1959, il étudie à l'Université de Fort Hare. Il est recruté par le mouvement clandestin de l'ANC, et est un moment arrêté en 1982.
Il devient professeur tout en continuant à militer. Il est élu au poste de Premier ministre de l'État-Libre le 6 mai 2009, remplaçant Beatrice Marshoff.
Il est mis en cause à plusieurs reprises sur des avantages financiers ou autres[Lesquels ?]. En avril 2015, il est ainsi signalé que 8 millions de rand de l'argent des contribuables a été dépensé durant l'année financière 2011/2012 pour des rénovations esthétiques de sa résidence officielle. En décembre 2015, la province de l'État-Libre lui achète une luxueuse Mercedes-Benz coûtant 2,3 millions de rand. Peu de temps avant, six luxueuses Mercedes coûtant 3,2 millions de rand avaient été achetées et remises aux chefs traditionnels. L'opposition de l'Alliance Démocratique a déclaré que Magshule transformait la province en une « république bananière ». Pour ses partisans, depuis qu'il a pris ses fonctions, il a fait évoluer le visage de la province de l'État Libre en mieux. Il a veillé à ce que des milliers d'étudiants reçoivent des bourses pour étudier dans des universités à travers l'Afrique du Sud ainsi qu'à l'étranger.[réf. nécessaire]
Il a été élu Secrétaire général de l'ANC en décembre 2017 lors de la 54e conférence élective du parti. Son mandat expirera en décembre 2022 lorsque la 55e Conférence nationale élira un nouveau secrétaire général. Depuis l'accession de Cyril Ramaphosa à la présidence du pays à la place de Jacob Zuma, il est resté fidèle au clan de Jacob Zuma, et est un membre éminent de l'opposition interne à l'ANC au nouveau président.
En mai 2021, Ace Magashule a été suspendu de ses fonctions de secrétaire général du Congrès national africain jusqu'à l'issue de ces procédures judiciaires. Ace Magashule a déclaré qu'il n'acceptait pas sa suspension et a à son tour cherché à suspendre Cyril Ramaphosa, président du Congrès national africain et de l'Afrique du Sud.